# جردن روتلج
جردن روتلج (انگلیسی: Jordan Routledge) یک هنرپیشه اهل بریتانیا است.
از فیلم‌هایی که وی در آن نقش داشته است می‌توان به شرق شرق است اشاره کرد.